# José Fidalgo
José Manuel Fidalgo Soares, más conocido como José Fidalgo, es un actor y modelo portugués, nacido en Lisboa el 5 de agosto de 1979.
Empezó su camino en el mundo del espectáculo frecuentando cursos de interpretación. Desde pequeño comenzó como actor de teatro, modelo y como protagonista de varios anuncios publicitarios. Su notoriedad llega desde la televisión; desde el año 2000 ha sido actor en muchas series televisivas.
Es muy conocido en Portugal y muy estimado por su físico por el público femenino.
En 2007 interpreta con Monica Bellucci, Heart Tango, un cortometraje de Intimissimi, dirigida por Gabriele Muccino.
Tiene un hijo llamado Lourenço (nacido en 2009) con su exesposa Fernanda Marinho. También tiene una hija llamada Maria (nacida en 2014) con Nádia Nóvoa.
En 2016, se convirtió en embajador de HeForShe, una organización que trabaja por la igualdad de género.

## Filmografía

### Cine
- 2003: O Fascínio (como Bernardo)
- 2004: Anita na Praia [cortometraje]
- 2005: Joseph (como Arkadi)
- 2007: Heart Tango, cortometraje con Monica Bellucci, dirigido por Gabriele Muccino
- 2007: Marginais (como Carlos)
- 2008: Amália (como Francisco da Cruz)
- 2010: Marginais (como Carlos)
- 2010: Revue [cortometraje]
- 2010: Espelho [cortometraje]
- 2011: Encantado por te Ver (como Carlos) [cortometraje]
- 2011: Milagre (como Cristo) [cortometraje]
- 2015: TURP (como General Yugoslavo)
- 2018: Leviano (como Filipe Frazão)
- 2018: Linhas de Sangue (como Dino)
- 2020: The Jesus Trial (como Jesus)

### Televisión
- Presentador de Disney Club en RTP (2000-2001)
- 2002/2003: Olhar da Serpente, (como António Moreira Dias)
- 2003/2004: Ana e os Sete, (como Paulo)
- 2004: Queridas Feras, (como Alexandre Mestre)
- 2004: Inspector Max, (como Rui)
- 2004: Maré Alta
- 2004/2005: Ninguém como tu (como Miguel Rosa)
- 2006/2007: Tempo de Viver (como Bruno Santana)
- 2007/2008: Fascínios (como Guilherme)
- 2008: Casos da Vida (como João)
- 2009: Perfeito Coração (como Gonçalo Nobre)
- 2010: Laços de Sangue (como Joaquim)
- 2010: Maternidade (como Luís)
- 2011-2012: Rosa Fogo (como Diogo)
- 2012: Dancin' Days (como Hugo Figueiredo)
- 2013: Rota dos Vinhos
- 2014: Mar Salgado (como Gonçalo Queiróz)
- 2016: Amor Maior (como Manel Paiva)
- 2018: Deus Salve o Rei (como Constantino de Artanza, Duque de Vicenza)
- 2018: Alma e Coração (como Rodrigo)

### Teatro
- Metropólis (1998/1999)
- Auto da Cananeia (2000)
- La Ronde (2003)
- 1755 - O Grande Terramoto (2006)
- Os Maias (2009)